# الرابطة الكمبودية 2007
الرابطة الكمبودية 2007 هو موسم من الرابطة الكمبودية. أشرف على تنظيمه اتحاد كمبوديا لكرة القدم، وكان عدد الأندية المشاركة فيه 8، وفاز فيه Nagaworld FC ‏.